# アギス2世
アギス2世（古希: Ἄγις Β', ラテン文字転記：Agis II, ? - 紀元前401年/紀元前400年、在位：紀元前427年 - 紀元前401年/紀元前400年）は、エウリュポン朝のスパルタ王である。
アギス2世は先王アルキダモス2世とその最初の妻の長子であり、次代の王アゲシラオス2世とは異母兄弟である。彼はアギス朝の共同統治者のパウサニアスと共に統治し、アルキダモス死後はペロポネソス戦争を指導した。

## ペロポネソス戦争
紀元前426年の夏、アギスはアッティカへ侵攻するつもりでコリントス地峡あたりまでペロポネソス軍とその同盟軍を率いたが、彼らが発ってすぐに起こった地震によりさらなる進軍は妨げられた。翌年の春に再び彼はアッティカまで軍を率いたが、ピュロスの戦いでの敗北を受けて15日後に去った。
紀元前421年のニキアスの和約でスパルタとアテナイとの戦争は一段落したが、両国は直接矛を交えないが他国の互いの陣営への敵対行為を助けるという冷戦のような状態になった。紀元前419年にアルキビアデスの扇動でアルゴスがスパルタの同盟国エピダウロスを攻撃した。スパルタの全軍を率いてアギスはすぐさま出発して国境の都市レウクトラに侵攻したが、国境越えの時の犠牲式で不吉と出たためスパルタ軍は帰国し、同盟軍には将来の再出兵に備えるよう知らせた。
翌紀元前418年の夏、前年からアルゴスの攻撃を受けていたエピダウロスのためにアギスはヘロット、スパルタの同盟諸国も含めた全戦力でアルゴスに進撃した。彼らは進撃してきたアルゴス軍を三方から囲むという圧倒的な優位な状況に立った。しかし、両軍が矛を交える前にアルゴスの将軍トラシュロスとスパルタの外国代表人アルキフロンの二人がアギスのもとへ行って講和を申し込み、アギスは上層部の一人と相談しただけで4ヶ月の休戦条約を締結し、引き上げた。その気になればアルゴスを倒せる機会をみすみす逃し、さらにこの後にアルゴスがアルカディアのオルコメノスを攻撃して接収したこともあって彼は大きな非難を浴び、彼の家を壊し、10000ドラクマの罰金を課すことが提案された。これに対してアギスはこの償いはこの後の戦場の働きによって償うと約束したため、人々は10人のスパルタ人を彼の幕僚とし、彼らの承認なしに彼は軍を本国から出兵することができないようにした。
その時テゲアがアルゴスの反スパルタ同盟に参加しそうだという知らせが来たため、アギス率いるスパルタ軍はテゲアに向かった。テゲアに着くと、スパルタ軍はコリントス、ボイオティア、フォキス、ロクリスといった同盟国にマンティネアに来るよう連絡し、アルゴスの反スパルタ同盟に加わっていたマンティネアに向かった。マンティネア近郊でアギス率いる軍はアルゴス、アテナイらの軍と戦い（マンティネイアの戦い）、勝利した。この戦いはトュキュディデスによれば「長い歴史のなかでも、ギリシアで最も大規模な、そして最も強勢な国々による戦い」 であった。そして、この勝利を受けて冬にスパルタとアルゴスとの間で休戦条約が結ばれ、ほどなくアルゴスはアテナイ、エーリス、マンティネアとの同盟を破棄してスパルタと同盟を組んだ。なお、この戦いの前日には手薄になっていたアルゴスをエピダウロス軍が衝いてアルゴスの守備隊を多数殺傷したが、後になってエーリス、アテナイなどアルゴスの同盟諸国から包囲された。
しかし、翌年にアルゴスの共和派が親スパルタの寡頭派を襲って彼らから政権を奪取した。共和派はスパルタ軍の襲来に備えて長城を構築し、アテナイと手を組もうとした。スパルタは同盟軍と共にアギスのもとアルゴスに向かった。彼らはアルゴスを落とすことはできなかったが、長城を破壊し、ヒュシアイを奪って捕えた自由民を皆殺しにして帰った。
紀元前413年春、スパルタに亡命してきたアルキビアデスの提案からアギスはアッティカのデケレアに兵を進めてそこに砦を築いた。これまでアテナイは単発的にペロポネソス軍の侵攻を受けるだけだったが、これによって継続的な脅威と被害を受けるようになった。同年の冬、アテナイのシケリア遠征の大失敗に勇気付けられたスパルタは戦争の完遂して勝利の暁にはギリシア世界に覇を唱えようとした。そこでアギスは少数の手勢と共にデケレアを出て、オイター人の土地を略奪し、略奪品の返還と引き換えに現金を受け取り、アカイア人のプティオティス人やテッサリア諸国を同盟国に引き入れようとした。その後、彼の元にアテナイの同盟を離脱したいとエウボイアから使いがやって来て、アギスは援軍を送ろうとしたが、すぐ後にレスボスからも同様の使者がやってきたため、その援軍をレスボスに送ることに意見を翻した。
紀元前411年、アギスはアテナイの政権を握った400人会から講和を申し込まれたが、彼は伝統的に民主制であったアテナイが昨日今日成立した寡頭政権によって安定したとは信じず、デケレアより軍を率いて向かって動揺させ、アテナイを落とそうとした。しかし、彼の見込みは外れ、手ぶらで帰った。この後再び400人会はアギスに講和の使節を送ってきた。今度は彼はそれを受け入れ、彼の進めで400人会はスパルタ本国に使節を送った。
紀元前410年、アギスはアテナイの外港ペイライエウスから入る穀物を遮断するためにビュザンティオンへとクレアルコスを同盟市艦隊15隻と共に送った
紀元前404年、前年のアイゴスポタモイの海戦の敗北とそれに続く包囲の末アテナイがスパルタに降伏すると、スパルタはアテナイに寡頭政権三十人政権を作り、アギスはデケレイアを撤収した。

## ペロポネソス戦争後
紀元前403年にアギスの共同統治者パウサニアスがアテナイの三十人政権を援助するためにアッティカへ送られたものの、手ぶらで帰ってきた時、パウサニアスは告訴された。この時アギスは有罪に票を投じたものの、結局パウサニアスは無罪になった。紀元前401年、スパルタはペロポネソス戦争時にスパルタへの敵対行為を行ったエリスに従属と市の独立を迫ったが、エリスが拒否したためにアギス率いる軍がエリスに侵攻した。この時は地震が起こったためアギスは退いたものの、翌年にはボイオティアとコリントスを除き、アテナイを含む全同盟軍を率いて再びエリスに侵攻した。その同年か翌年にスパルタとエリスとの間で講和が成立し、エリスは多くの都市を手放してスパルタと同盟を結んだ。しかし、スパルタへの途上彼はアルカディアのヘラエア (Heraea) で吐き気を感じ、スパルタに着く数日前に死んだ。彼の遺体は他に類の無い厳粛さと壮麗さを以って葬られた。
アギスにはレオテュキデスという子がいたが、アギスの妻ティマイアがアルキビアデスとの間にもうけた不義の子であるという疑いが生じたため、アギスの次の王位に登ったのはアゲシラオスであった。